# カトリーヌあやこ
カトリーヌ あやこ（本名、香取 綾子〈かとり あやこ〉、1961年1月25日 - ）は、日本の漫画家、ドラマウォッチャー。千葉県出身。千葉市立千葉高等学校卒業、早稲田大学卒業。代表作は、芸能人の生活を題材にした、1980年代半ばのショートギャグ『Theにがおショー』(全5巻)。

## 略歴・人物
早稲田大学漫画研究会のOGで、同期入部に堀井憲一郎がいた。元々は光GENJIなど実在のアイドルをモデルとしたパロディコミック（いわゆる生モノ）の出身。当初は本名の香取綾子名義で『セブンティーン』誌などに描いていたが、その後、“カトリーヌあやこ”とペンネームを改める。1990年から、落合ゆかり「いきなりミーハー」シリーズ（集英社・コバルト文庫）のイラストを担当。主人公のミーハー女子高生の親友としてSMAPに似ている同級生（当初は本人という設定だった）を描き、ストーリーによってはダウンタウンやモーニング娘。（後藤真希在籍時代）やナインティナインにそっくりな一般市民を登場させた。カトリーヌは本作で名を上げた。SMAPのイラストはジャニーズショップの公式グッズにも使用されていた。
ドラマ通で全ての作品をチェックしており、『週刊ザテレビジョン』にて「カトリーヌあやこのすちゃらかTV!」などを連載中。同誌主催のテレビドラマ賞・ザテレビジョンドラマアカデミー賞審査員を務めている。少女漫画的ながら、上手く特徴を捉えた似顔絵は評価が高い。またサッカー好きで知られ、サッカー関係の漫画も描いている。
父の香取衛（かとり まもる、1929年8月1日 - 2006年11月10日）は茨城県延方村出身で、橋本登美三郎の政務秘書、第92代茨城県議会議長を歴任し、潮来市名誉市民である。その縁から、娘のカトリーヌも水郷いたこ大使を務めている。

## 連載
- 『ザテレビジョン』「カトリーヌあやこのすちゃらかTV!」
- 『週刊朝日』「てれてれテレビ」